# Nyctibatrachus minimus
Nyctibatrachus minimus é uma espécie de rã, que, em fase adulta, mede aproximadamente um centímetro. A nova espécie foi descoberta em 2007 nas florestas tropicais da Índia por pesquisadores belgas.
Devido ao seu tamanho diminuto essa espécie não havia sido estuda até então por se acreditar que esses anfíbios fossem apenas fases de crescimento. O desenvolvimento das Nyctibatrachus minimus é similar ao de outras rãs maiores.